# Steve Colpaert
Steve Colpaert (ur. 13 września 1986 w Etterbeek) – belgijski piłkarz występujący na pozycji obrońcy.

## Kariera klubowa
Colpaert jako junior grał w klubach Dilbeek Sport, Eendracht Aalst, RWD Molenbeek, KFC Strombeek oraz FC Brussels, do którego juniorskiej ekipy trafił w 2003 roku, po fuzji z KFC Strombeek z RWD Molenbeek. W 2004 roku został włączony do pierwszej drużyny zespołu FC Brussels grającego w Eerste klasse. W tych rozgrywkach zadebiutował 30 października 2004 roku w przegranym 1:3 pojedynku z KSK Beveren. 9 września 2006 roku w przegranym 1:2 spotkaniu z Germinalem Beerschot strzelił pierwszego gola w Eerste klasse. W pierwszej drużynie FC Brussels spędził 4 lata.
W 2008 roku Colpaert odszedł do innego zespołu ekstraklasy, SV Zulte Waregem. Pierwszy ligowy mecz zaliczył tam 16 sierpnia 2008 roku przeciwko KSC Lokeren (0:0). W 2009 roku zajął z klubem 5. miejsce w lidze, w 2010 roku - 6, a w 2011 - 11. W 2015 przeszedł do Royal Antwerp FC, a w 2020 do SC Eendracht Aalst.

## Kariera reprezentacyjna
W reprezentacji Belgii Colpaert zadebiutował 3 marca 2010 roku w przegranym 0:1 towarzyskim meczu z Chorwacją.